# 斯氏金翅雀鯛
斯氏金翅雀鯛（學名：Chrysiptera springeri），又稱斯氏刻齒雀鯛，是輻鰭魚綱鱸形目雀鯛科金翅雀鯛屬的其中一種，其種名是為紀念魚類學家Victor G. Springer，分布於西太平洋印度尼西亞摩鹿加群島和弗洛勒斯島、菲律賓海域，深度4至30公尺，本魚體呈橢圓形而側扁，有兩種體色，一種是全藍色，頭上有一些深色的斑紋；另一種是近乎黑色，密布有許多藍色斑塊，背鰭硬棘11-13枚、背鰭軟條10-11枚、臀鰭硬棘2枚、臀鰭軟條10-11枚，體長可達5.5公分，棲息在有遮蔽的珊瑚礁潟湖，成群活動，以浮游生物為食，繁殖期成對出現，雄魚會守護魚卵至孵化，生活習性不明。